# Masarykova kolonie bankovních úředníků

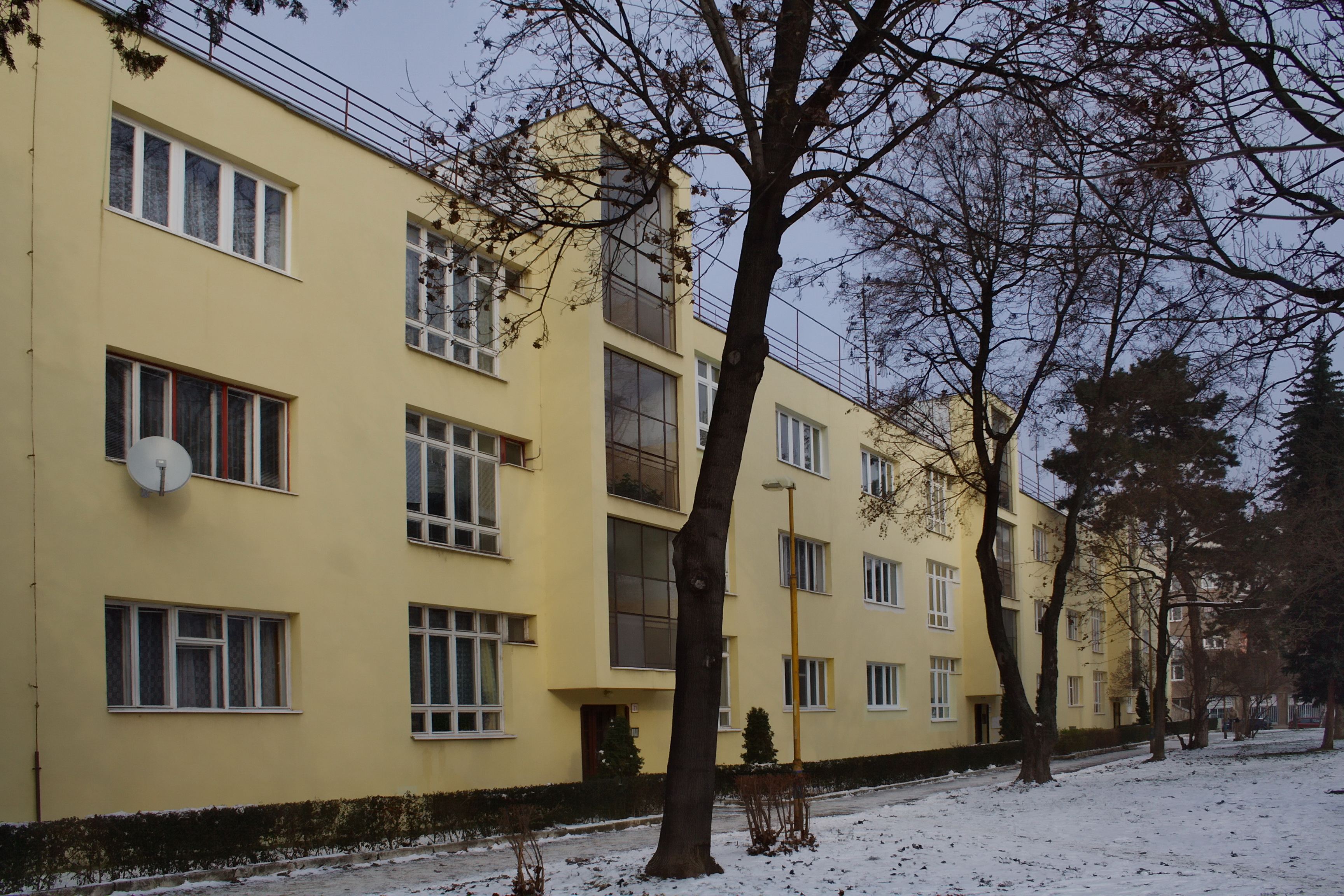
Pohled z Podzimní ulice

Masarykova kolonie bankovních úředníků byl oficiální název obytného bloku, který podle projektu brněnského architekta Josefa Poláška postavili v Košicích v roce 1931. 

## Okolnosti vzniku komplexu
Trojkřídlý blok čtyřpodlažních domů postavilo družstvo, ve kterém bylo organizovaných 48 rodin úředníků českých, slovenských a maďarských bank v Košicích. Ač nepatřili mezi chudé vrstvy, rozhodli se úředníci pro bydlení s řadou kolektivistických rysů. Josef Polášek, který o svém projektu napsal do časopisu Slovenský staviteľ i do levicové Nové Bratislavy teoretické články, se hlásil ke vzorům v Nizozemsku, Německu a Sovětském svazu, jako byly boarding house nebo dům-komuna. Vyzdvihuje výhodnost kolektivního vaření, obsluhy, zásobování, péče o děti, společenský život a tělesnou kulturu, "jak se tím soustavně zabývá nekapitalistické Rusko". Uznává, že v kapitalistických zemích z toho těží bohatší vrstvy.

## Architektura bloku
Kolonii tvoří částečně uzavřený blok čtyřpodlažních domů. Jednotlivé, na sebe navazující sekce jsou seřazeny do tvaru písmene U. Nad úrovní tří obytných podlaží je střešní podlaží, ve kterém byly původně strojní prádelny. Blok sestává z osmi schodišťových sekcí s jedno – až třípokojový bytů pro 48 rodin. Nachází se zde 21 třípokojových, 21 dvoupokojových, 6 čtyřpokojových a 5 jednopokojových bytů. Byty mají racionální dispozici – pouze čtyřpokojové musí mít průchodný obývací pokoj, ve větších bytech je místnost pro služku (resp. pro dítě). Použili se zde pouze tři typy oken, dva typy dveří, a tři normalizované typy skříní na šaty a prádlo. Byty mají řadu výhod kolektivního bydlení, například ústřední topení, dodávku studené a teplé vody, společné prádelny a centrální správu. Ve dvoře bloku bylo hřiště pro děti s bazénem a zahrádkami pro obyvatele domů. Zeleň původně vysadili i na střešních terasách. Architekt, jak sám říkal, usiloval zbavit stavbu "mrtvého materiálu" – vyvaroval se hrubých zdí a komplikovaného půdorysu. Architektura kolonie je charakteristická ortogonalitou. Její střídmý ráz oživuje kompozice zasklených schodišťových objemů a uvolnění hmoty v nárožích bloku, kde vznikly podjezdy a lodžie.

## Kvalita architektonického návrhu
V komplexu bylo ústřední parní topení, plyn, centrální správa a dvě prádelny. V jednopokojových bytech v suterénu bydleli domovníci, topiči a platící nájemníci. Topič v kotelně mohl pozorovat děti hrající si v parku s bazénem a obsluhovat současně telefonní linku napojenou na vlastní centrálu – obdivoval M. Kusý košickou kolonii. Jednoduše řečeno, na stavbě pro bohaté se paradoxně zkoušeli progresivní, domněle socialistické vymoženosti. Josef Polášek byl výborný architekt na to, aby při své péči o kolektivistické parametry komplexu nezapomněl na jeho architektonické ztvárnění. Vyvážené proporce oken, ozvláštnění převýšení okny a velké zasklené plochy schodišť spolu s průchody ve stycích jednotlivých křídel dávají této architektuře elegantní funkcionalistický vzhled.
Realizace kolonie měla velký úspěch, o bydlení v ní rychle projevilo zájem 60 úřednických rodin.

## Galerie

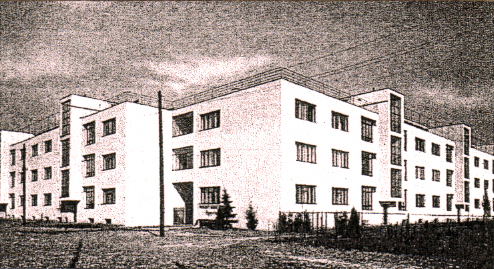
Nároží bloku
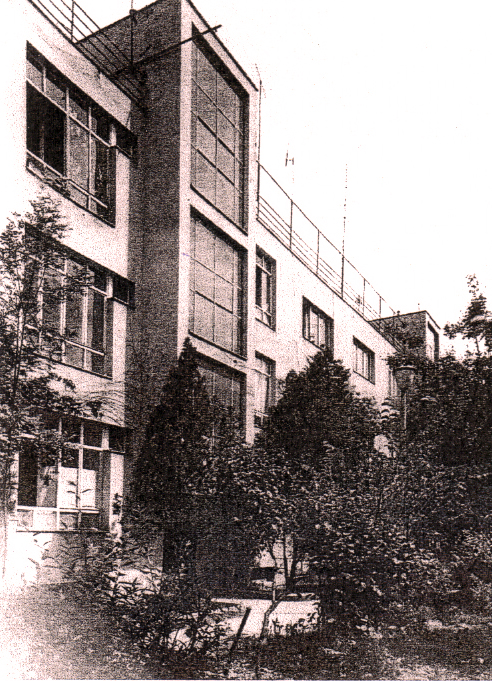
Schodištní sekce
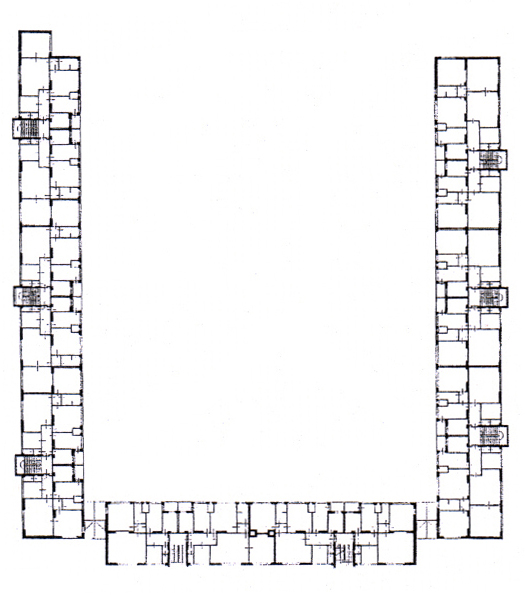
Půdorys bloku